# Аудиција
Аудиција (лат. auditio: слушање) је пробни наступ сценског уметника пре него што ће добити ангажман у позоришту, на филму, у оркестру и сл. Аудиција се организује пред члановима управе и стручњацима. Аудиција је такође и испит способности за рад на радију и телевизији. Аудиција се организује и приликом уписа на академије сценских и музичких уметности, ради процене даровитости кандидата за бављење одређеном уметношћу. Аудиције се организују и за манекене, као и за пријем нових артиста у циркуске трупе.

## Етимологија
Реч „аудиција” настала је од латинске речи auditio, што значи чувење, слушање.

## Организовање аудиције
Током аудиције уметници треба да, пре примања на посао односно добијања ангажмана, покажу своје способности пред стручњацима или пред посебним оцењивачким одбором. Наступ се може упоредити са интервјуом за посао. Уметник има задатак да у првих неколико секунди заблиста, својим наступом заинтригира комисију и победи конкуренцију. Ако то не успе, остаје му само да сачека другу прилику. На уметничким академијама аудиција је део пријемног испита. Такође се организују и за одабир учесника у различитим Ријалити-шоу програмима.
Аудиције се организују за глумце, свираче, певаче, плесаче, фолклорне играче и друге сценске уметнике.

### Аудиција за глумце
Аудиције за глумце организују се ради одабира глумца за неку улогу (кастинг) или пријема у ансамбл неког позоришта. Глумачке аудиције такође се организују и ради пријема студената на факултет (академију) драмских уметности, а сличне аудиције организују се и за пријем нових чланова у аматерска позоришта или школе глуме за децу и младе.
На аудицији за глумце најчешће се тражи да кандидати припреме и изведу монолог, рецитацију, имитацију, импровизацију и слично. За улоге у комадима у који подразумевају и певање (оперета, мјузикл) за аудицију је потребно припремити и песму.

### Аудиција за певаче
Аудиција за певаче организује се ради пријема нових чланова у хор, оперу, али и ради избора учесника у различитим такмичењима, фестивалима, риалити-шоу програмима на телевизији и слично.
Аудиције за певаче се организују и у оквиру пријемног испита на факултет (академију) музичке уметности.

### Аудиција за свираче
Аудиција за свираче организује се ради пријема нових чланова у оркестар, музичку групу, као и за одабир студената на факултетима (академијама) музичке уметности.

### Аудиција за плесаче
Аудиција за плесаче организује се ради пријема нових чланова у балетске ансамбле и плесне групе, одабира плесача за различите представе и кореографије, пријем нових ученика у балетске школе и слично. Аудиција се такође организује и за пријем нових чланова у фолклорне ансамбле, где је често, осим плесне тачке, потребно припремити и певачки наступ.

### Аудиција за циркуску трупу
На аудицији за приступ циркуској трупи од кандидата се очекује да комисију импресионирају својим вештинама и талентом. Коју тачку ће кандидат припремити зависи од његових личних вештина и афинитета, обзиром да циркуске трупе окупљају извођаче најразличитијих опредељења: глумце, забављаче, кловнове, плесаче, певаче, свираче, спортисте, акробате и многе друге.